# Locorotondo
Locorotondo is een gemeente in de Italiaanse provincie Bari (regio Apulië) en telt 14.027 inwoners (31-12-2004). De oppervlakte bedraagt 47,5 km², de bevolkingsdichtheid is 295 inwoners per km².
De volgende frazioni maken deel uit van de gemeente: San Marco, Trito.

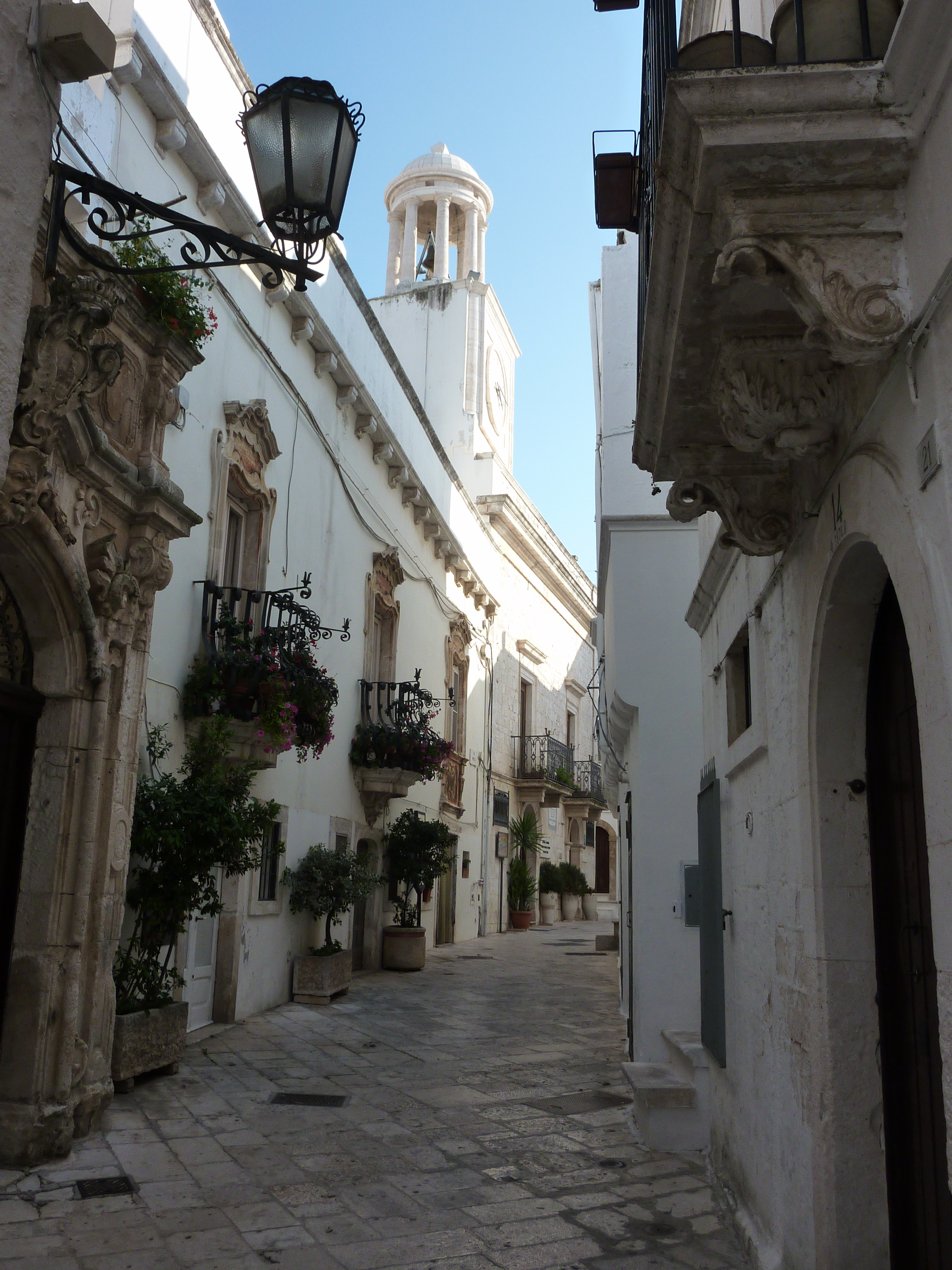
Straat in Locorotondo
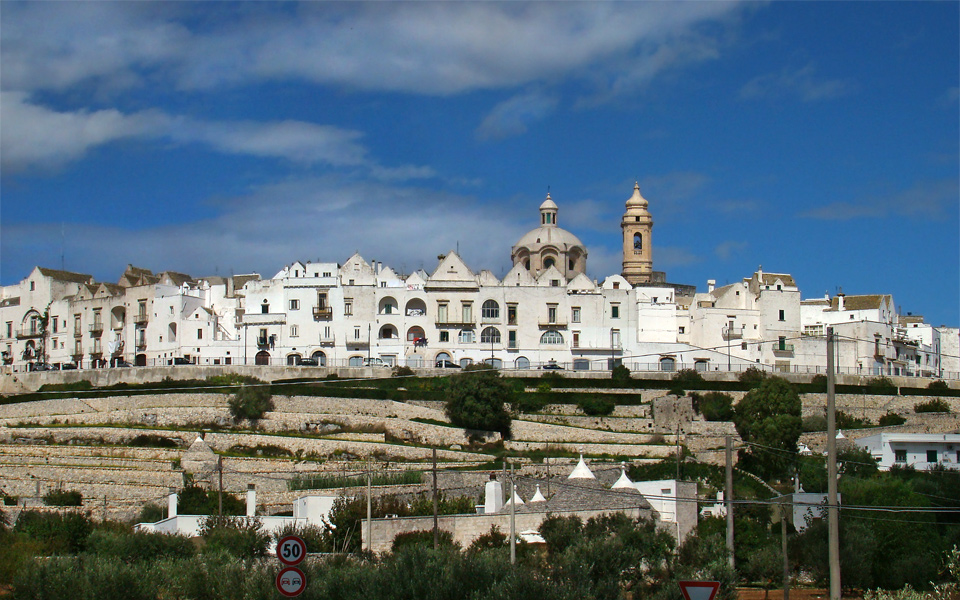
Locorotondo
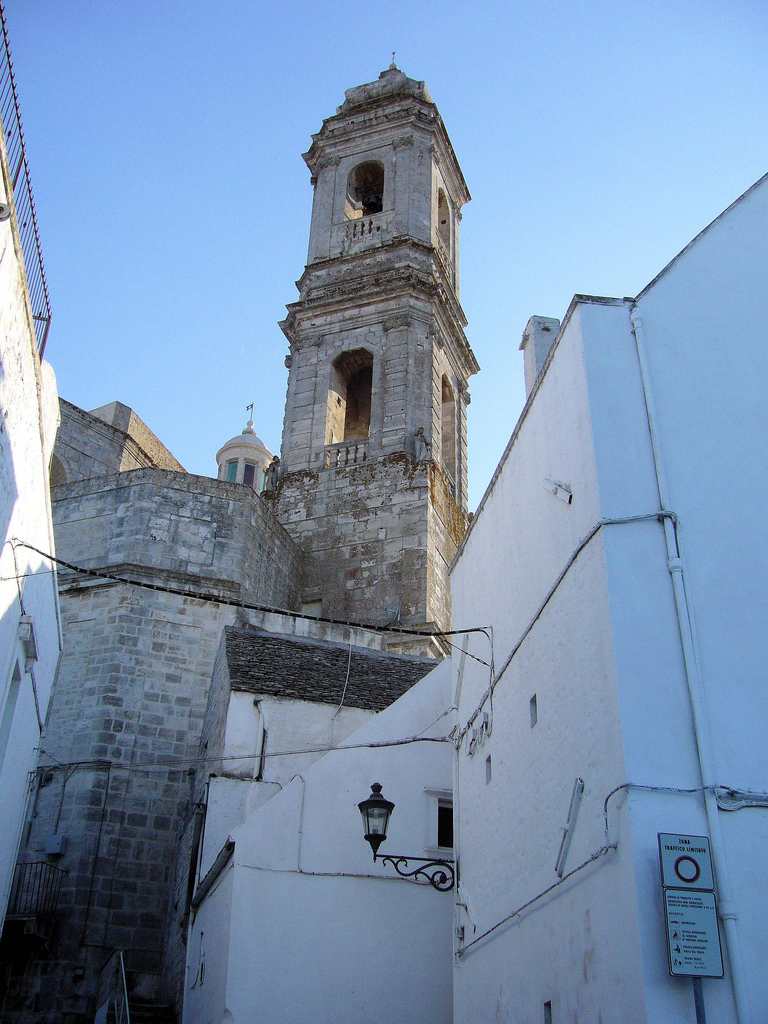
Kerktoren van Locorotondo

## Demografie
Locorotondo telt ongeveer 5168 huishoudens. Het aantal inwoners steeg in de periode 1991-2001 met 3,8% volgens cijfers uit de tienjaarlijkse volkstellingen van ISTAT.
| Jaar | Inwoneraantal |
| ---- | ------------- |
| 1991 | 13.418        |
| 2001 | 13.928        |

## Geografie
De gemeente ligt op ongeveer 410 meter boven zeeniveau.
Locorotondo grenst aan de volgende gemeenten: Alberobello, Cisternino (BR), Fasano (BR), Martina Franca (TA).

## Geboren
- Vitantonio Liuzzi (1980), Formule 1-coureur